# Kleneč
Kleneč är en ort i Tjeckien.   Den ligger i regionen Ústí nad Labem, i den centrala delen av landet, 40 km norr om huvudstaden Prag. Kleneč ligger 200 meter över havet och antalet invånare är 417.
Terrängen runt Kleneč är platt, och sluttar norrut.Runt Kleneč är det ganska tätbefolkat, med 60 invånare per kvadratkilometer. Närmaste större samhälle är Roudnice nad Labem, 3,7 km norr om Kleneč. Trakten runt Kleneč består till största delen av jordbruksmark.